# Hydropsyche modesta
Hydropsyche modesta là một loài Trichoptera trong họ Hydropsychidae. Chúng phân bố ở miền Cổ bắc.